# Ян Фридерик Сапіга (овруцький староста)
Ян Фридерик Сапіга (також Сапега, Сопіга; 1618 — 3 червня 1664, Журавне) — військовий діяч, урядник Речі Посполитої.

## Біографія
4-й син овруцького старости, дідича Мацеєва Фридерика Сапіги та його дружини Еви Скашевської гербу Граб'є.
Вчився в єзуїтському колегіумі Луцька, в 1635 році вступив до Яґеллонського університету (Краків). Зі своїм братом Томашем поїхав до Італії навчатися в університетах Болоньї і Падуї.
Наприкінці 1630-х і в 1644—1645 роках служив у французькій армії, в тому числі під командуванням Людовика II Бурбона-Конде. Повернувся на батьківщину близько 1647.
Чимало коштів надавав для утримання полків війська ВКЛ. Брав участь у багатьох битвах; зокрема,
- у битві під Жовтими Водами, де прийняв командування відступом, після поранення Стефана Потоцького. Після повного знищення польського війська був узятий в турецький полон, де пробув до весни 1650 року. За його звільнення клопотали Папа Римський, особисто король Ян ІІ.
- у Північній війні (1655—1660)
- в бою проти козаків під Городком 20 вересня 1655
- у битві під Голомбем, під Варшавою.

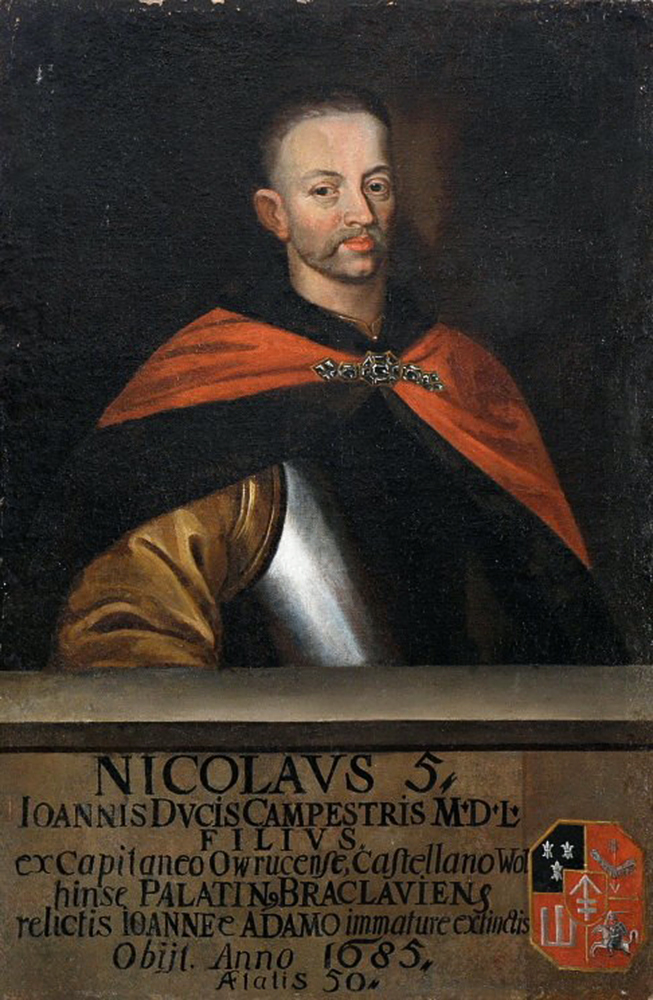
Батько — Микола Леон

Уряди (посади): овруцький, слонімський, чечерський староста, писар польний коронний. Наприкінці 1663 року король запропонував йому посаду гетьмана польного литовського (польну булаву), однак пізніше відмовився через погіршення здоров'я.
Ян Фридерик Сапіга помер у Журавному 1664 року. Перед смертю півтора року хворів на катар та подагру, був «прикутим» до ліжка. Був похований у костелі бернардинів у Львові.

### Сім'я
Дружина — Констанція з Гербуртів, донька кам'янецького каштеляна (Миколай Гербурт). Діти:
- Миколай Леон, дружина — Анна Харленська (пом. до 1695), донька волинського мечника. Шлюб перед 1681 р., потім — перша дружина Стефана Александра Потоцького)
- Казимир Владислав
- Павел Францішек
- Людвіка Констанція — дружина князя Шуйського.

## Цікавий факт
На гравюрі автора Войцеха Ґерсона Ян Фридерик Сапіга зображений з булавою, насправді такого не було.